# Icterus graceannae
Corrupião-de-baltimore ou corrupião-laranja (Icterus galbula) é uma espécie de ave da família Icteridae.
Pode ser encontrada nos seguintes países: Equador e Peru.
Os seus habitats naturais são: florestas secas tropicais ou subtropicais e florestas subtropicais ou tropicais húmidas de baixa altitude.